# The Last of Us (franchise)
The Last of Us är ett action-äventyr överlevnadsskräckspel skapat av Naughty Dog och Sony Interactive Entertainment. Serien utspelar sig i ett postapokalyptiskt USA härjat av kannibalistiska varelser infekterade av en muterad svamp i släktet Cordyceps. Den följer flera överlevande, inklusive Joel, en smugglare som förlorade sin dotter under utbrottet; Ellie, en ung flicka som är immun mot infektionen; och Abby, en soldat i Seattle som blir inblandad i en konflikt mellan sin milis och en religiös sekt. Spelen använder ett tredjepersonsperspektiv där spelaren kämpar mot fientliga människor och kannibalistiska varelser med skjutvapen, improviserade vapen och smygande.
Spelregissören Bruce Straley och kreativa chefen Neil Druckmann ledde utvecklingen av det första spelet, The Last of Us, som släpptes för PlayStation 3 i juni 2013. Ett nedladdningsbart innehållstillägg, The Last of Us: Left Behind, släpptes i februari 2014 och följer Ellie och hennes bästa vän Riley. En remastrad version, The Last of Us Remastered, släpptes för PlayStation 4 i juli 2014. Druckmann fortsatte att leda utvecklingen av en uppföljare, The Last of Us Part II, som släpptes till PlayStation 4 i juni 2020. En remake av första spelet, med titeln The Last of Us Part I, släpptes för PlayStation 5 i september 2022 och är planerat att släppas för Windows i mars 2023. Ett namnlöst multiplayer-spel är under utveckling.   
Serien har fått bra kritik och har vunnit ett flertal priser, inklusive flera utmärkelser för årets spel; det andra spelet har rekordet för de flesta utmärkelser för Årets spel, och det första har citerats som ett av de bästa videospelen som någonsin gjorts. Spelen i serien är bland de mest sålda PlayStation 3- och PlayStation 4-spelen. Fram till januari 2023 har franchisen sålt över 37 miljoner spel över hela världen. Stark försäljning och support av serien ledde till franchisens expansion till andra medier, inklusive en serietidning 2013, en liveshow 2014, en tv-anpassning av HBO 2023, ett bordsspel av Themeborne 2023 och ett kommande bordspel av CMON.

## Media

### Spel
The Last of Us släpptes över hela världen för PlayStation 3 den 14 juni 2013.  En remastrad version, med titeln The Last of Us Remastered, släpptes för PlayStation 4 i juli 2014. Tjugo år efter att ha förlorat sin dotter Sarah under utbrottet av den muterade Cordyceps-svampen, får Joel i uppdrag att eskortera Ellie, en tonårstjej som är immun mot infektionen i ett postapokalyptiskt USA så att den revolutionära gruppen Fireflies potentiellt kan skapa ett botemedel. Under hela sin resa kommer de två närmare efter att ha upplevt flera traumatiska händelser. Efter att ha anlänt till Salt Lake City förbereds Ellie för en operation, vilken kommer att innebära att hon avlider. Joel slår sin väg gram till operationssalen, dödar den ledande kirurgen och bär den medvetslösa Ellie i säkerhet. När Ellie vaknar, ljuger Joel för henne och säger att försöken att skapa ett botemedel har misslyckats. 
The Last of Us: Left Behind släpptes för PlayStation 3 den 14 februari 2014. Ett nedladdningsbart expansionspaket av The Last of Us, Left Behind inkluderades i Remastered för PlayStation 4 2014,  och släpptes som ett fristående expansionspaket för PlayStation 3 och PlayStation 4 den 12 maj 2015.  Spelet utspelar sig tre veckor före händelserna i huvudspelet och följer Ellie när hon tillbringar tid med sin bästa vän Riley i en övergiven galleria i Boston. Riley avslöjar att hon ska förflyttas till en grupp Fireflies i en annan stad. Ellie ber tårögt Riley att inte lämna henne; Riley håller med och sliter av sitt Firefly-hänge, vilket får Ellie att kyssa henne. De svärmas av infekterade och båda blir bitna. De överväger kort att skjuta sig själva för att förhindra att infektionen tar över dem, men väljer istället att tillbringa sina sista timmar tillsammans. 
The Last of Us Part II släpptes för PlayStation 4 den 19 juni 2020.  Fyra år efter händelserna i det första spelet, spårar Abby Anderson upp och dödar Joel som hämnd för att ha mördat sin far, chefskirurgen för Firefly. Ellie och hennes flickvän Dina beger sig till Seattle för att spåra upp Abby. Under loppet av tre dagar dödar Ellie flera av Abbys vänner, medan Abby blir vän med Lev, som har stämplats som en apostat efter att ha trotsat traditionerna hos den religiösa kulten Seraphites. Efter att Abby upptäcker sina vänner döda, spårar hon upp Ellie och övermannar henne, men skonar dem på Levs insisterande. Flera månader senare bor Ellie och Dina på en gård. Ellie ger sig ut för att på nytt hitta Abby i Santa Barbara; hon hittar Abby och Lev tillfångatagna och tvingar Abby att slåss. Ellie övermannar henne men ångrar sig och låter henne leva. Abby och Lev seglar till Fireflies, medan Ellie återvänder till bondgården och finner den tom. 
The Last of Us Part I släpptes för PlayStation 5 den 2 september 2022,  och är planerad att släppas för Windows den 3 mars 2023.  Det är en remake av det första spelet, med reviderat spelupplägg, omarbeted artificiell intelligens, förbättrad prestanda och utökade tillgänglighetsalternativ.
Ett namnlöst fristående spel för flera spelare, en uppföljare till originalets flerspelarläge, är under utveckling. 

### Andra medier
En serietidningsminiserie med fyra nummer, The Last of Us: American Dreams, publicerades av Dark Horse Comics från april till juli 2013. Skriven av Druckmann och illustrerad av Faith Erin Hicks, fungerar serierna som en föregångare till spelet och beskriver en yngre Ellie och Rileys resa.  Den 28 juli 2014 utförde spelets skådespelare en liveläsning av utvalda scener i Santa Monica, Kalifornien, med livemusik av spelkompositören Gustavo Santaolalla. Druckmann var föreställningens värd och regissör, med grafik av Alex Hobbs.  På The Last of Us-dagen i september 2020 meddelade CMON att de håller på att utveckla The Last of Us: The Board Game, ett bordsspel baserat på serien som har för avsikt att fokusera på utforskning, berättelse och överlevnadselement.  Ett annat bordsspel, The Last of Us: Escape the Dark, tillkännagavs i november 2022, producerat av Naughty Dog och Themeborne. Spelet kommer att låta upp till fem spelare kontrollera Joel, Ellie, Tommy, Tess, Bill eller Marlene att försöka bli säkra från fiender så som Hunters och Infected samtidigt som de utforskar platser från spelet, inklusive kloakerna, förorten och universitet. Den finansierades av en Kickstarter-kampanj, som började den 8 november.  

#### Inställda filmer
Den 6 mars 2014 meddelade Sony att Screen Gems skulle distribuera en filmatisering av The Last of Us, skriven av Druckmann och producerad av Sam Raimi. I januari 2015 hade Druckmann skrivit manusets andra utkast och gjort en genomläsning med några skådespelare.  Mycket lite arbete inträffade efter detta, eftersom Druckmann i april 2016 sa att filmen hade gått in i utvecklingshelvetet. I november 2016 uppgav Raimi att filmens utveckling stod stilla efter att Sony hade en oenighet med Druckmann.  Druckmann sa i en intervju 2021 att filmen föll sönder eftersom det var för mycket fokus i studion på att göra stora actionscener, ett koncept som han inte ansåg lämpligt för The Last of Us som han ansåg fungera bättre som en mindre indiefilm.  Skådespelerskan Maisie Williams uttryckte entusiasm i att spela Ellie och var i samtal med både Druckmann och Raimi för rollen, medan Kaitlyn Dever deltog i en genomläsning. I januari 2020 dök bilder upp av en animerad kortfilmsanpassning av The Last of Us från produktionsbyrån Oddfellows. Den 20 minuter långa filmen var tänkt att "fungera som en stark brygga" mellan spelet och dess uppföljare och skulle "omtolka vart och ett av kapitlen i spelet med en unik visuell behandling" men avbröts av Sony. 

#### TV-serie
I mars 2020 tillkännagavs en tv-anpassning av spelet i planeringsstadiet på HBO; den fick formellt grönt ljus i november 2020. Druckmann och Craig Mazin skrev och producerade serien,  och båda regisserade avsnitt; Ali Abbasi, Peter Hoar, Liza Johnson, Jeremy Webb och Jasmila Žbanić regisserade också avsnitt. Ytterligare exekutiva producenter inkluderar Carolyn Strauss och Rose Lam, Naughty Dog-ordföranden Evan Wells och PlayStation Productions Asad Qizilbash och Carter Swan. Serien är en gemensam produktion mellan Sony Pictures Television, PlayStation Productions, Naughty Dog, The Mighty Mint och Word Games. Det är den första serien som producerats av PlayStation Productions. Santaolalla kommer att komponera musiken. I serien spelar Pedro Pascal och Bella Ramsey som Joel respektive Ellie. Gabriel Luna spelar Tommy, Merle Dandridge återupptar sin roll som Marlene och Anna Torv spelar Tess.  Druckmann noterade att några av seriens manus lånar dialog direkt från spelet, medan andra avviker mer markant - några av spelets actiontunga tutorialsekvenser ändrades för att fokusera på showens karaktärsdrama, på begäran av HBO. Inspelningen av serien ägde rum i Alberta, Kanada, från juli 2021 till juni 2022, och den debuterade på HBO och HBO Max den 15 januari 2023. 

## Skådespelare och karaktärer
| Karaktär                | Datorspel                             | Datorspel                          | Datorspel                     | Scenanpassning                        | TV-serie              |
| Karaktär                | The Last of Us / Part I (2013 / 2022) | The Last of Us: Left Behind (2014) | The Last of Us Part II (2020) | The Last of Us: One Night Live (2014) | The Last of Us (2023) |
| ----------------------- | ------------------------------------- | ---------------------------------- | ----------------------------- | ------------------------------------- | --------------------- |
| Joel Miller             | Troy Baker                            | Troy Baker                         | Troy Baker                    | Troy Baker                            | Pedro Pascal          |
| Ellie                   | Ashley Johnson                        | Ashley Johnson                     | Ashley Johnson                | Ashley Johnson                        | Bella Ramsey          |
| Tess                    | Annie Wersching                       |                                    |                               | Annie Wersching                       | Anna Torv             |
| Bill                    | W. Earl Brown                         |                                    |                               |                                       | Nick Offerman         |
| Marlene                 | Merle Dandridge                       |                                    | Merle Dandridge               | Merle Dandridge                       | Merle Dandridge       |
| Tommy                   | Jeffrey Pierce                        |                                    | Jeffrey Pierce                |                                       | Gabriel Luna          |
| David                   | Nolan North                           |                                    |                               |                                       | Scott Shepherd        |
| Maria                   | Ashley Scott                          |                                    | Ashley Scott                  |                                       | Rutina Wesley         |
| Henry                   | Brandon Scott                         |                                    |                               |                                       | Lamar Johnson         |
| Sam                     | Nadji Jeter                           |                                    |                               |                                       | Keivonn Woodard       |
| Sarah                   | Hana Hayes                            |                                    |                               | Hana Hayes                            | Nico Parker           |
| James                   | Reuben Langdon                        |                                    |                               |                                       | Troy Baker            |
| Gerald "Jerry" Anderson | Derek Phillips                        |                                    | Derek Phillips                |                                       |                       |
| Frank                   | ingen utövare                         |                                    |                               |                                       | Murray Bartlett       |
| Anna                    | nämnd                                 |                                    |                               |                                       | Ashley Johnson        |
| Riley Abel              |                                       | Yaani King                         |                               |                                       | Storm Reid            |
| Abigail "Abby" Anderson |                                       |                                    | Laura Bailey                  |                                       |                       |
| Dina                    |                                       |                                    | Shannon Woodward              |                                       |                       |
| Jesse                   |                                       |                                    | Stephen Chang                 |                                       |                       |
| Lev                     |                                       |                                    | Ian Alexander                 |                                       |                       |
| Yara                    |                                       |                                    | Victoria Grace                |                                       |                       |
| Emanuel "Manny" Alvarez |                                       |                                    | Alejandro Edda                |                                       |                       |
| Owen Moore              |                                       |                                    | Patrick Fugit                 |                                       |                       |
| Mel                     |                                       |                                    | Ashly Burch                   |                                       |                       |
| Nora Harris             |                                       |                                    | Chelsea Tavares               |                                       |                       |
| Isaac                   |                                       |                                    | Jeffrey Wright                |                                       |                       |
| Kathleen                |                                       |                                    |                               |                                       | Melanie Lynskey       |
| Perry                   |                                       |                                    |                               |                                       | Jeffrey Pierce        |
| Marlon                  |                                       |                                    |                               |                                       | Graham Greene         |
| Florence                |                                       |                                    |                               |                                       | Elaine Miles          |